# Peledmarene
De peledmarene (Coregonus peled) is een  straalvinnige vissensoort uit de familie van zalmen (Salmonidae). De wetenschappelijke naam van de soort is voor het eerst geldig gepubliceerd in 1789 door Johann Friedrich Gmelin (1748–1804).

## Kenmerken
De afmetingen van deze soort marene (of houting) zijn tot 40–55 cm in lengte, gewicht tot 2,5–3 kg, zelden 4–5 kg. De peledmarene is gemakkelijk van andere soorten houtingen binnen het verspreidingsgebied te onderscheiden door zijn eindstandige bek, waarvan de bovenkaak slechts iets langer dan de onderkaak is. De vis is zilverwit van kleur met een donkergrijze rug, donkerder dan bij andere houtingen, met op de kop en de rugvin kleine zwarte puntjes. Het aantal kieuwboogaanhansels bedraagt meestal tussen de 53 en 65. Het lichaam is tamelijk hoog en zijdelings samengedrukt. Ook daarin onderscheidt de vis zich van andere houtingsoorten.

## Verspreiding en leefgebied
De peledmarene komt voor in meren en rivieren. De vis komt voor in heel Siberië in de stroomgebieden van de Noordelijke IJszee van de Mezen naar de Kolyma, en in het bekken van de Amoer. De vis voedt zich met kleine schaaldieren en heeft commerciële waarde. Hij wordt kunstmatig gekweekt en vormt vaak hybriden met andere houtingsoorten. De nakomelingen van gekweekte houtingen worden uitgezet in diverse meren en plassen in Rusland en Oost-Europa.
De vis komt niet voor in zee en vermijdt in de regel stromend water. De peledmarene paait in meren. Deze kenmerken hebben de vis tot een geliefde kweekvis en vijvervis gemaakt. De paaitijd valt in het najaar, september-december, wanneer het eerste ijs op het water verschijnt, meestal op keizelgrond. Er worden 50.000 tot 80.000 eieren gelegd met een doorsnede van 1,5 mm. De ontwikkeling tot een volwassen vis neemt 6-7 maanden in beslag. De levensduur is beperkt tot 8-11 jaar.

## Status
Er zijn geen schadelijke invloeden op het voorkomen van populaties van de peledmare, daarom staat de soort op de Rode Lijst van de IUCN als niet bedreigd in beoordelingsjaar 2008.